# آلودگی آب‌های زیرزمینی

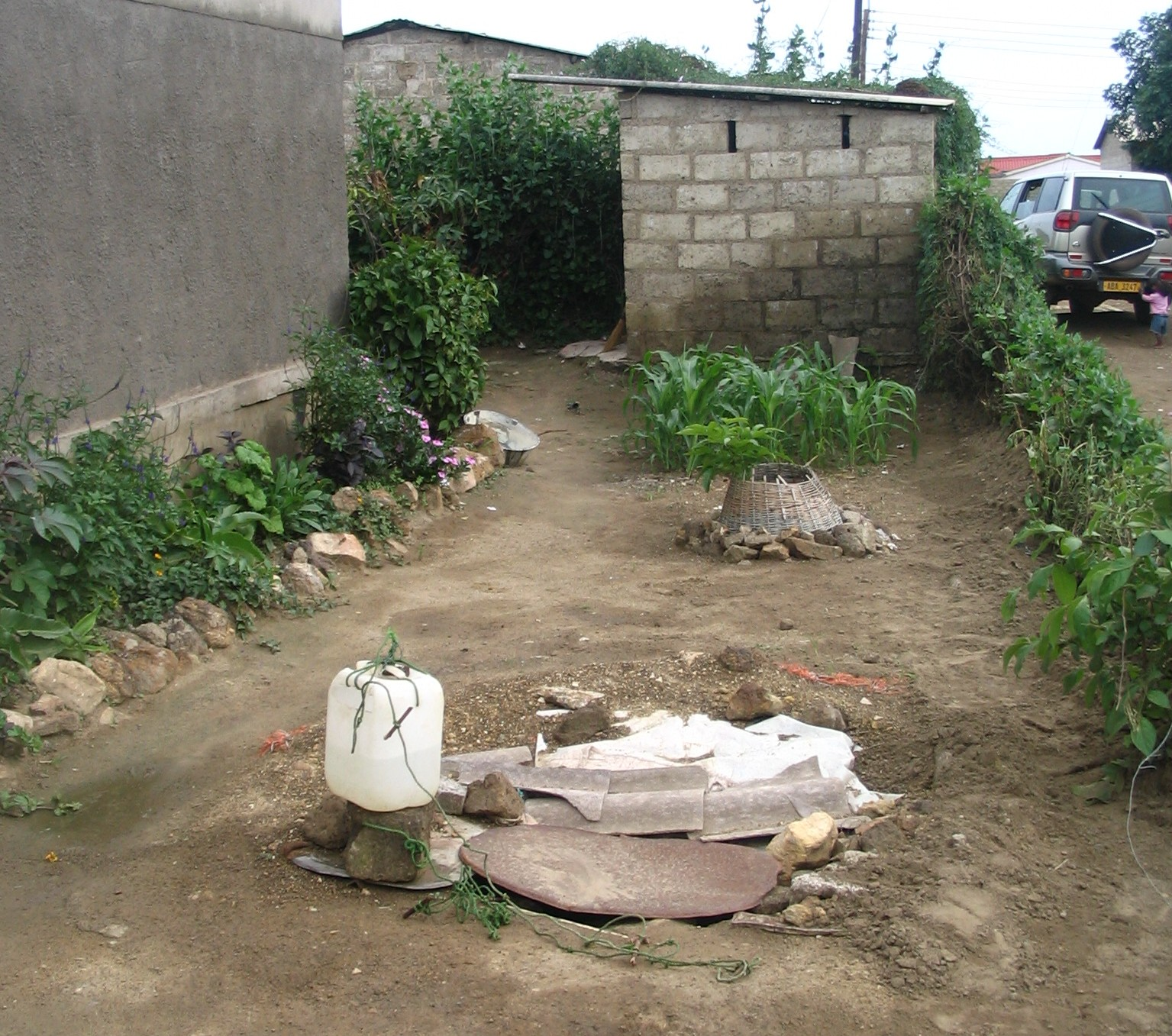
به عنوان مثال آلودگی آب‌های زیرزمینی در Lusaka، زامبیا، که در آن جا توالت گودالی در پس زمینه، در حال آلوده کردن چاه‌های کم عمق در پیش زمینه، با عوامل بیماری‌زا و نیترات است.

آلودگی آب‌های زیرزمینی (که آلایش آب‌های زیرزمینی نیز نامیده می‌شود) هنگامی اتفاق می‌افتد که آلاینده‌ها به داخل زمین راه یافته و راه خود را به سمت آب‌های زیرزمینی پیش می‌روند. این نوع از آلودگی آب نیز می‌تواند به‌طور طبیعی به دلیل حضور جزئی و ناخواسته یک عنصر آلاینده یا ناخالصی در آب‌های زیرزمینی وجود دارد، رخ می‌دهد که در این صورت به آن به جای آلودگی، آلایش گفته می‌شود.
آلاینده غالباً یک ستون آلوده کننده در داخل سفره آب ایجاد می‌کند. حرکت آب و انشار آن درون سفره آب، آلاینده‌ها را در یک منطقه وسیع تر گسترش می‌دهد. مرز پیشروی آن که غالباً لبه ستون نامیده می‌شود، می‌تواند با چاه‌های آب زیرزمینی یا در قسمتهای روی زمینی سفره آب، در آب‌های سطحی مانند آبشارها و چشمه‌ها تلاقی کند، و این باعث می‌شود منابع آب برای انسان و حیات وحش ناامن باشد. حرکت ستون آلوده کننده، به نام جبهه ستون، از طریق یک مدل جابجایی هیدرولوژیکی یا مدل آب‌های زیرزمینی قابل تجزیه و تحلیل است. تجزیه و تحلیل آلودگی آب‌های زیرزمینی ممکن است بر ویژگی‌های خاک و زمین‌شناسی محل، هیدروژئولوژی، هیدرولوژی و ماهیت آلاینده‌ها متمرکز شود.
آلودگی می‌تواند از طریق سیستم‌های بهداشتی در محل، محل‌های دفن زباله، پساب از تصفیه خانه‌های فاضلاب، نشت فاضلاب، ایستگاه‌های پمپ بنزین یا از کاربرد بیش از حد کود در کشاورزی ایجاد شود. آلودگی (یا آلایش) همچنین می‌تواند از آلاینده‌های طبیعی مانند آرسنیک یا فلوراید ایجاد شود. استفاده از آب‌های زیرزمینی آلوده باعث ایجاد خطراتی برای سلامت عمومی از طریق مسمومیت یا شیوع بیماری می‌شود.
مکانیسم‌های مختلف مؤثر در انتقال آلاینده‌ها، به عنوان مثال انتشار، جذب، بارش، پوسیدگی، در آب‌های زیرزمینی می‌باشند. اثر متقابل آلودگی آبهای زیرزمینی با آب‌های سطحی، با استفاده از مدلهای انتقال هیدرولوژی بررسی شده‌است.

## انواع آلاینده‌ها
آلودگی‌های موجود در آب‌های زیرزمینی طیف گسترده‌ای از پارامترهای فیزیکی، شیمیایی معدنی، شیمیایی آلی، باکتریولوژیکی و رادیواکتیو را پوشش می‌دهد. در اصل، بسیاری از همان آلاینده‌ها که در آلودگی آب‌های سطحی نقش دارند نیز ممکن است در آب‌های زیرزمینی آلوده دیده شوند، اگرچه اهمیت مربوط به آنها ممکن است متفاوت باشد.

### آرسنیک و فلوراید
آرسنیک و فلوراید توسط سازمان بهداشت جهانی (WHO) به عنوان جدی‌ترین آلاینده‌های معدنی در آب آشامیدنی به‌طور جهانی شناخته شده‌اند.
آلودگی با فلز آرسنیک به‌طور طبیعی در آب‌های زیرزمینی رخ می‌دهد، به عنوان مثال اغلب در آسیا، از جمله در چین، هند و بنگلادش دیده می‌شود.
در دشت گنگ در شمال هند و بنگلادش آلودگی شدید آبهای زیرزمینی توسط آرسنیک، ۲۵٪ از چاه‌های آب در قسمت‌های کم عمق دو سفره منطقه ای را تحت تأثیر قرار می‌دهد.
آرسنیک موجود در آب‌های زیرزمینی همچنین می‌تواند ناشی از شسته شدن آرسنیک توسط آب، در جایی که عملیات معدنکاری یا زباله‌های مین وجود دارد، باشد.
آلودگی ناشی از فلوراید طبیعی در آب‌های زیرزمینی با توجه به استفاده عمیق‌تر از آب‌های زیرزمینی، نگرانی رو به رشدی دارد، زیرا «بیش از ۲۰۰ میلیون نفر در معرض خطر استفاده از آب آشامیدنی آلوده با غلظت‌های بالا» می‌باشند. هنگامی که سختی آب کم است، فلوراید می‌تواند از سنگهای آتشفشانی اسیدی آزاد شود و خاکستر آتشفشانی پراکنده شود. مقادیر بالای فلوراید در آب‌های زیرزمینی یک مشکل جدی در پمپای آرژانتین، شیلی، مکزیک، هند، پاکستان، ریفت آفریقای شرقی و برخی جزایر آتشفشانی (تنریفه)است.
در مناطقی که به‌طور طبیعی فلورایدفلوراید زیادی در آب‌های زیرزمینی که از آن‌ها برای آب آشامیدنی استفاده می‌شود، وجود دارد، هر دو بیماری فلوئوروزیس دندانی و فلوئوروزیس استخوانی ممکن است شایع و شدید باشد.

### پاتوژن‌ها یا عوامل بیماری‌زا

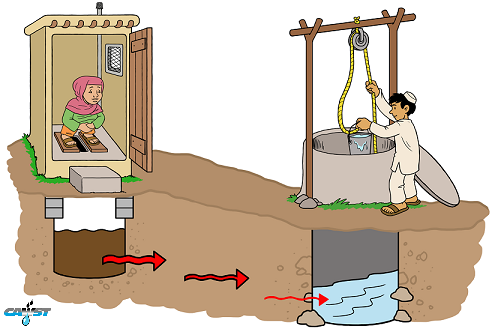
بیماری‌های ناقل بوسیله آب می‌تواند از طریق یک چاه که آب زیرزمینی آن با پاتوژن مدفوع از توالت گودالی آلوده شده‌است گسترش یابد.

فقدان اقدامات بهداشتی مناسب و همچنین جانمایی نامناسب چاه‌های آب می‌تواند به نوشیدن آب آلوده به پاتوژن‌های حامل مدفوع و ادرار منجر شود. چنین بیماری‌های منتقل شده مدفوعی از جمله وبا و اسهال است. از چهار نوع پاتوژن موجود در مدفوع (باکتری‌ها، ویروس‌ها، تک یاخته‌ها و کرم‌ها ی روده یا تخم‌های کرم روده)، سه مورد اول معمولاً در آب‌های زیرزمینی آلوده وجود دارد، در حالی که تخم‌های نسبتاً بزرگ کرم روده معمولاً توسط ماتریس خاک فیلتر می‌شوند.
از نظر عوامل بیماری‌زا، سفره‌های آب‌خیز عمیق و محدود معمولاً امن‌ترین منبع آب آشامیدنی محسوب می‌شوند. پاتوژن‌های حاصل از فاضلاب تصفیه شده یا تصفیه نشده می‌توانند برخی سفره‌های آب خاص، به خصوص سفره‌های آب کم عمق را آلوده کنند.

### نیترات
نیترات رایج‌ترین آلاینده شیمیایی در آب‌های زیرزمینی و سفره‌های آب در جهان است. در برخی از کشورهای کم درآمد میزان نیترات موجود در آب‌های زیرزمینی بسیار بالا است و باعث ایجاد مشکلات قابل توجهی از نظر سلامتی می‌شود. نیترات همچنین در شرایط اکسیژن زیاد پایدار است (کاهش نمی‌یابد).
سطح نیترات بالای mg / L 10(میلی‌گرم در لیتر) یا (10 ppm) در آب‌های زیرزمینی می‌تواند باعث " سندرم کودک آبی " (متموگلوبینمی اکتسابی) شود. استانداردهای کیفیت آب آشامیدنی در اتحادیه اروپا میزان مجاز نیترات در آب آشامیدنی را کمتر از ۵۰ میلی‌گرم در لیتر تصریح می‌کند.
با این وجود، ارتباط بین وجود نیترات در آب آشامیدنی و سندرم کودک آبی در مطالعات دیگر مورد اختلاف قرار گرفته‌است. شیوع این سندرم ممکن است به دلیل وجود عوامل دیگر به غیر از افزایش غلظت نیترات در آب آشامیدنی باشد.
سطح نیترات افزایش یافته در آب‌های زیرزمینی می‌تواند به دلیل بهداشت محل، دفع لجن فاضلاب و فعالیت‌های کشاورزی باشد. بنابراین می‌تواند منشأ شهری یا کشاورزی داشته باشد.

### ترکیبات آلی
ترکیبات آلی فرار (VOC) یک آلاینده خطرناک آب‌های زیرزمینی است. آنها معمولاً به دلیل بی‌توجهی عملیات کارخانه جات صنعتی وارد محیط زیست می‌شوند. بسیاری از این ترکیبات تا اواخر دهه ۱۹۶۰ به عنوان ترکیبات مضر شناخته نشده بودند و مدتی قبل از آزمایش منظم آبهای زیرزمینی بود که وجود این مواد در منابع آب آشامیدنی تشخیص داده شد.
آلاینده‌های VOC عمده موجود در آب‌های زیرزمینی، شامل هیدروکربن‌های بودار مانند ترکیبات BTEX (بنزن، تولوئن، اتیل بنزن و زایلن) و حلال‌های کلر دار شامل تتراکلرو اتیلن (PCE)، تری کلرو اتیلن (TCE) و وینیل کلرید (VC) هستند. BTEX اجزای مهم بنزین هستند .PCE و TCE به عنوان حلال‌های صنعتی هستند که در طول زمان، به ترتیب در فرایندهای خشک‌شویی و به عنوان یک جدا کننده فلز استفاده می‌شوند.
سایر آلاینده‌های آلی موجود در آب‌های زیرزمینی و حاصل از عملیات صنعتی هیدروکربن‌های آروماتیک چند حلقه‌ای (PAHs) هستند. به دلیل وزن مولکولی، نفتالین محلول‌ترین و قابل حمل‌ترین PAH موجود در آب‌های زیرزمینی است، در حالی که بنزو (a) پیرن سمی‌ترین آن است. PAHs به‌طور کلی از احتراق ناقص مواد آلی به عنوان فراورده فرعی تولید می‌شود.
داروها ی حشره کش و علف کش نیز به عنوان آلاینده‌های آلی در آب‌های زیرزمینی نیز دیده می‌شوند. بیشتر سموم دفع آفات، مانند سایر ترکیبات آلی مصنوعی، دارای ساختارهای مولکولی بسیار پیچیده‌ای هستند. این پیچیدگی میزان حلالیت در آب، ظرفیت جذب و تحرک سموم دفع آفات را در سیستم آب زیرزمینی تعیین می‌کند؛ بنابراین، برخی از انواع سموم دفع آفات نسبت به سایر مناطق دیگر بیشتر فعال هستند به طوری که راحت تر به یک منبع آب آشامیدنی می‌رسند.

### فلزات
چندین ردیابی فلز به‌طور طبیعی در سازندهای سنگی خاص رخ می‌دهد و می‌تواند از طریق فرایندهای طبیعی مانند هوازدگی وارد محیط شود. با این وجود، فعالیتهای صنعتی مانند معدن کاری، متالورژی، دفع مواد زاید جامد، کارهای رنگ آمیزی و مینای دندان و غیره می‌تواند منجر به افزایش غلظت فلزات سمی از جمله سرب، کادمیوم و کروم شود. این آلاینده‌ها این پتانسیل را دارند که خود را به داخل آب‌های زیرزمینی برسانند.
مهاجرت فلزات (و متالوئیدها) در آبهای زیرزمینی تحت تأثیر عوامل مختلفی قرار دارد، به ویژه توسط واکنشهای شیمیایی که تقسیم‌بندی آلاینده‌ها را بین فازها و گونه‌های مختلف تعیین می‌کنند؛ بنابراین، تحرک فلزات در درجه اول به pH و وضعیت اُکسایـِش و کاهش آبهای زیرزمینی بستگی دارد.

### دارویی
نفوذ مقادیری از داروها، از فاضلاب تصفیه شده به سفره‌های آب، از جمله آلاینده‌های نو ظهور آب‌های زیرزمینی است که در سراسر ایالات متحده مورد مطالعه قرار می‌گیرد. داروهای پرطرفدار مانند آنتی‌بیوتیک‌ها، ضد التهابات، ضد افسردگی‌ها، مواد ضد احتقان، آرام بخش و غیره معمولاً در فاضلاب تصفیه شده یافت می‌شوند. این فاضلاب، از تصفیه خانه فاضلاب تخلیه می‌شود و اغلب به داخل سفره آب یا منبع آب سطحی مورد استفاده برای آشامیدنی راه می‌یابد.
مقادیر ردیابی شده از داروها، در آبهای زیرزمینی و آب‌های سطحی، به مراتب کمتر از آنچه در بیشتر مناطق خطرناک یا نگرانی محسوب شود، می‌باشد، اما با افزایش جمعیت و ازدیاد فاضلاب تصفیه شده بیشتر برای استفاده در منابع آب شهری، این مشکل بیشتر می‌شود.

### سایر آلاینده‌ها
سایر آلاینده‌های آلی شامل طیف وسیعی از ارگانو هالیدها و سایر ترکیبات شیمیایی، هیدروکربن های نفتی و ترکیبات متنوع شیمیایی است که در محصولات بهداشت شخصی، محصولات آرایشی و بهداشتی، و نیز در آلوده کنندگان دارویی شامل داروها و متابولیت‌های آنها وجود دارد. آلاینده‌های معدنی ممکن است شامل مواد مغذی دیگری مانند آمونیاک و فسفات و رادیونوکلئیدها مانند اورانیوم (U) یا رادون (Rn) که به‌طور طبیعی در برخی سازندهای زمین‌شناسی موجود است، باشد. نفوذ آب شور نیز نمونه ای از آلودگی‌های طبیعی است، که اغلب در اثر فعالیت‌های انسانی تشدید می‌شود.
آلودگی آب‌های زیرزمینی یک مسئله جهانی است. بررسی کیفیت آب‌های زیرزمینی سفره‌های اصلی ایالات متحده که بین سالهای ۱۹۹۱ تا ۲۰۰۴ انجام شده‌است، نشان داد که ۲۳٪ از چاه‌های بومی، آلودگی‌هایی در سطوح بالاتر از معیارهای سلامت انسان دارند. یک مطالعه دیگر نشان داد که عمده مشکلات آلودگی آب‌های زیرزمینی در آفریقا با توجه به ترتیب اهمیت عبارتند از: (۱) آلودگی نیترات، (۲) عوامل بیماری‌زا، ۳) آلودگی ارگانیک، (۴) نمک زدایی و ۵) زهکشی اسید معدن.

## علل و عوامل
عوامل زیر از جمله دلایل آلودگی آب‌های زیرزمینی می‌باشند (جزئیات بیشتر در زیر ارایه شده‌است):
- عوامل طبیعی (ژئوژنیک)
- سیستم‌های بهداشتی در محل
- فاضلاب و لجن فاضلاب
- کود و سموم دفع آفات
- نشت تجاری و صنعتی
- شکستگی هیدرولیک
- آبشار زباله
- سایر عوامل

### عوامل طبیعی (ژئوژنیک)
عوامل «ژئوژنیک» به‌طور طبیعی ناشی از فرایندهای زمین‌شناسی است.
آلودگی آرسنیک طبیعی وقتی به وجود می‌آید که رسوبات سفره آب حاوی مواد آلی هستند که باعث ایجاد شرایط بی هوازی در سفره آب می‌شوند. این شرایط منجر به تجزیه میکروبی اکسیدهای آهن در رسوبات و در نتیجه آزادسازی آرسنیک، که به‌طور عادی به سختی به اکسیدهای آهن متصل شده‌است، درون آب می‌شود. به عنوان یک نتیجه، آبهای زیرزمینی غنی از آرسنیک معمولاً غنی از آهن هستند، اگرچه فرایندهای ثانویه اغلب ارتباط آرسنیک و آهن محلول را مبهم می‌کنند.  آرسنیک معمولاً در آبهای زیرزمینی به عنوان گونه‌های ساده آرسنیت و آرسنات اکسیده شده یافت می‌شود، سمیت حاد آرسنیت تا حدودی بیشتر از آرسنات است. بررسی‌های WHO نشان داد که ۲۰٪ از ۲۵٬۰۰۰ گمانه آزمایش شده در بنگلادش غلظت آرسنیک بیش از ۵۰ میکروگرم در لیتر داشته‌است.
ظهور فلوراید ارتباط نزدیکی به میزان فراوانی و حلالیت مواد معدنی حاوی فلوراید، مانند فلوریت (CaF2)، دارد. وجود غلظت‌های قابل توجه فلوراید در آبهای زیرزمینی به‌طور معمول ناشی از کمبود کلسیم در سفره آب است. براساس راهنمایی WHO از سال ۱۹۸۴، هنگامی که غلظت فلوراید در آبهای زیرزمینی از ۱٫۵ میلی‌گرم در لیتر، بیشتر شود، ممکن است مشکلات بهداشتی مرتبط با فلوروز دندان رخ دهد.
انستیتوی فدرال علوم و فنون آبزی سوئیس (EAWAG) به تازگی پلتفرم تعاملی ارزیابی آبهای زیرزمینی (GAP) را توسعه داده‌است، که در آن می‌توان خطر آلودگی ژئوژنیکی در یک منطقه معین را با استفاده از داده‌های زمین‌شناسی، توپوگرافی و سایر داده‌های زیست‌محیطی بدون نیاز به نمونه آزمایش از هر منبع آب زیرزمینی برآورد کرد. این ابزار همچنین به کاربر اجازه می‌دهد تا نقشه احتمال خطر را برای آرسنیک و فلوراید تهیه کند.
غلظت بالای پارامترهایی مانند شوری، آهن، منگنز، اورانیوم، رادون و کروم در آبهای زیرزمینی نیز ممکن است منشأ ژئوژنیکی داشته باشد. این آلاینده‌ها می‌توانند به صورت موضعی مهم باشند اما به اندازه آرسنیک و فلوراید گسترده نیستند.

### سیستم‌های بهداشتی در محل

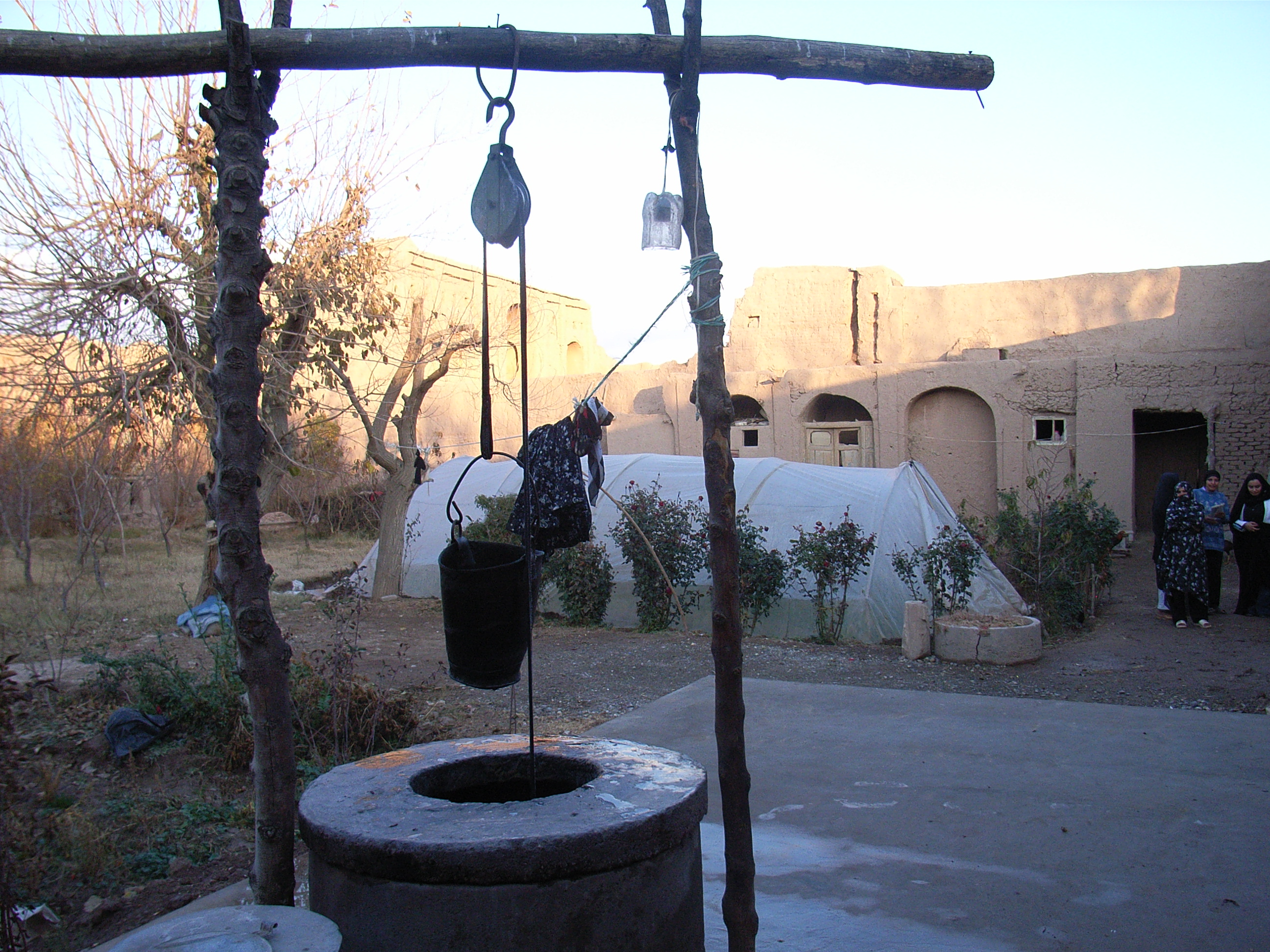
یک مجتمع مسکونی سنتی در نزدیکی هرات، افغانستان، جایی که یک چاه آبرسانی کم عمق (پیش زمینه) در مجاورت نزدیک با توالت گودالی (پشت گلخانه سفید) است که منجر به آلودگی آب‌های زیرزمینی می‌شود.

آلودگی آبهای زیرزمینی با عوامل بیماری‌زا و نیترات همچنین می‌تواند از مایعاتی که از سیستم‌های بهداشتی محلی مانند توالت گودالی و مخازن سپتیک به داخل زمین نفوذ می‌کنند، رخ دهد که این امر تحت تأثیر میزان تراکم جمعیت و شرایط هیدروژئولوژیک نیز می‌باشد.
پارامترهای تعیین‌کننده سرنوشت و جا بجایی عوامل بیماری‌زا کاملاً پیچیده‌است و تعامل بین آنها به خوبی شناخته شده نیست. اگر شرایط هیدروژئولوژیکی محلی (که می‌تواند در فضای چند کیلومتر مربع هم متفاوت باشد) نادیده گرفته شود، زیرساخت‌های ساده بهداشتی در محل مانند توالت‌های گودالی می‌توانند از طریق آبهای زیرزمینی آلوده خطرات قابل توجهی برای سلامت عمومی ایجاد کنند.
مایعات از توالت گودالی خارج می‌شوند و از منطقه ای که خاک اشباع نشده‌است، عبور می‌کنند. در ادامه، این مایعات خروجی از توالت گودالی، وارد آبهای زیرزمینی می‌شوند که در نتیجه می‌توانند منجر به آلودگی آبهای زیرزمینی شوند. این یک مشکلی است که در استفاده از چاه آب نزدیک برای تهیه آب زیرزمینی برای اهداف آب آشامیدنی مشاهده می‌شود. در طول عبور از خاک، عوامل بیماری‌زا می‌توانند از بین بروند یا به‌طور قابل توجهی جذب شوند، که بیشتر به زمان مسیر بین گودال و چاه بستگی دارد. بیشتر عوامل بیماری‌زا، و نه همه آن‌ها، در طی مسیر حرکت ۵۰ روز در زیرزمین می‌میرند.
میزان حذف پاتوژن، بسته به نوع خاک، نوع سفره آب، مسافت و سایر عوامل محیطی به شدت متفاوت است. به عنوان مثال، دوره طولانی باران‌های شدید در مناطق با خاک غیر اشباع، باعث «شسته شدن» خاک شده و مسیر هیدرولیک را برای عبور سریع پاتوژن‌ها فراهم می‌کند. تخمین فاصله لازم بین توالت گودالی یا مخزن سپتیک با منبع آب، برای ایمنی منبع آب از آلوده شدن دشوار است. در هر صورت، رعایت چنین توصیه‌هایی در مورد فاصله ایمن، بیشتر توسط ساختمان‌های دارای توالت گودالی نادیده گرفته می‌شود. علاوه بر این، ساختمان‌های مسکونی از ابعاد محدودی برخوردار هستند و به همین دلیل، توالت‌های گودالی معمولاً بسیار نزدیک تربه چاه‌های آب زیرزمینی ساخته شده‌اند تا حدی که نمی‌توان فاصله آن‌ها را ایمن دانست. این امر باعث آلودگی آبهای زیرزمینی می‌شود و اعضای خانواده هنگام استفاده از این آب زیرزمینی به عنوان منبع آب آشامیدنی بیمار می‌شوند.

### فاضلاب و لجن فاضلاب
آلودگی آبهای زیرزمینی در اثر تخلیه زباله‌های خام، می‌تواند منجر به بیماری‌هایی مانند ضایعات پوستی، اسهال خونی و درماتیت شود. این امر در مکانهایی که دارای زیرساخت‌های محدود تصفیه فاضلاب هستند، یا در جایی که نقص سیستماتیک سیستم دفع فاضلاب در محل وجود دارد، شایع تر است. در کنار عوامل بیماری‌زا و مواد مغذی، فاضلاب‌های تصفیه نشده نیز می‌توانند بار مهمی از فلزات سنگین داشته باشند که ممکن است در سیستم آب‌های زیرزمینی رسوخ کند.
پساب تصفیه شده از تصفیه خانه‌های فاضلاب در صورت نفوذ یا دفع فاضلاب به آبهای سطحی محلی ممکن است به سفره آب نیز برسد؛ بنابراین، موادی که در تصفیه خانه‌های فاضلاب معمولی حذف نمی‌شوند ممکن است به آب‌های زیرزمینی نیز راه یابند. به عنوان مثال، غلظتهای باقیمانده دارویی در آبهای زیرزمینی در چندین مکان در آلمان در حدود ng / L 50بود. این امر به این دلیل است که در کارخانه‌های تصفیه فاضلاب معمولی، میکرو آلاینده‌ها مانند هورمون‌ها، پسماندهای دارویی و سایر میکرو آلاینده‌های موجود در ادرار و مدفوع به صورت جزئی حذف می‌شوند و باقی مانده این آلاینده‌ها در آب‌های سطحی تخلیه می‌شود، که از آنجا نیز ممکن است به آب‌های زیرزمینی برسند.
آلودگی آب‌های زیرزمینی همچنین می‌تواند در نتیجه نشت فاضلاب رخ دهد که به عنوان مثال در آلمان مشاهده شده‌است. که آلودگی آب‌های زیرزمینی همچنین می‌تواند به آلودگی متقابل بالقوه منابع آب آشامیدنی منجر شود.
پخش فاضلاب یا لجن فاضلاب در بخش کشاورزی نیز ممکن است منبع آلودگی به مدفوع در آبهای زیرزمینی باشد.

### کودها و سموم دفع آفات
نیترات نیز ممکن است در نتیجه استفاده بیش از حد از کودها از جمله پخش کودهای حیوانی، وارد آبهای زیرزمینی شود. این امر به این دلیل است که فقط بخشی از کودهای با پایه نیتروژن برای تولید و رشد گیاهان دچار تبدیل و تغییر و تحول می‌شوند و باقیمانده آن‌ها در خاک جمع می‌شود یا به صورت رواناب دفع می‌شوند. کاربرد زیاد کودهای حاوی نیتروژن همراه با حلالیت بالای نیترات در آب، منجر به افزایش رواناب در آبهای سطحی و همچنین آبشویی به داخل آبهای زیرزمینی می‌شود و در نتیجه باعث آلودگی آبهای زیرزمینی می‌شود. استفاده بیش از حد از کودهای حاوی نیتروژن (اعم از مصنوعی یا طبیعی) بسیار مضر است، به طوری که مقادیر زیادی از نیتروژن که توسط گیاهان جذب نشده به نیترات تبدیل می‌شود که به راحتی تحت اثر آبشویی قرار می‌گیرد.

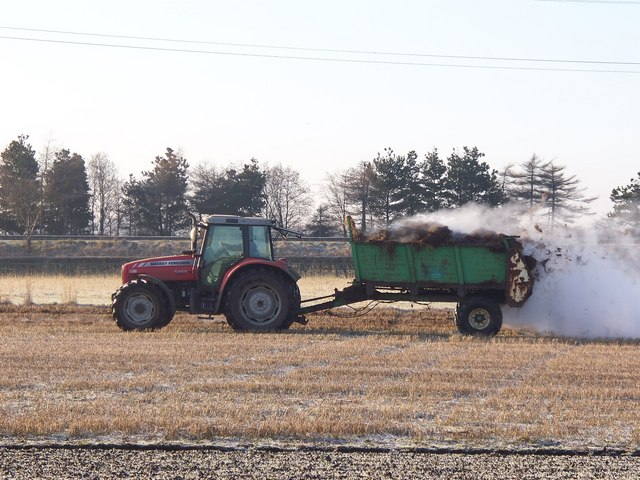
شیوه‌های ضعیف مدیریت در پخش کود می‌تواند هر دو مورد:عامل بیماری‌زا و مواد مغذی (نیترات) را در سیستم آبهای زیرزمینی وارد کند.

مواد مغذی، به ویژه نیترات موجود در کودها در صورت شستشوی خاک از داخل رودخانه‌ها، یا آب شویی خاک به آبهای زیرزمینی، می‌توانند مشکلاتی را برای زیستگاه‌های طبیعی و سلامت انسان ایجاد کنند. استفاده سنگین از کودهای حاوی ازت در سیستم‌های زراعی، بزرگترین عامل انتشار نیتروژن انسانی در آب‌های زیرزمینی در سراسر جهان است.
مواد خوراکی / آغل حیوانات نیز می‌توانند منجر به آب شویی احتمالی ازت و فلزات به داخل آبهای زیرزمینی شوند. استفاده بیش از حد از کود حیوانی هم ممکن است منجر به آلودگی آبهای زیرزمینی با پسماندهای دارویی ناشی از داروهای دامپزشکی شود.
آژانس حفاظت از محیط زیست ایالات متحده (EPA) و کمیسیون اروپا به‌طور جدی با مشکل نیترات مربوط به توسعه کشاورزی، به عنوان یک مشکل بزرگ در زمینه تأمین آب که نیاز به مدیریت و حمایت مناسب دارد، برخورد می‌کنند.
رواناب ناشی از سموم دفع آفات ممکن است به داخل آب زیرزمینی ریخته شود که باعث ایجاد مشکلاتی برای سلامتی انسان ناشی از آب آلوده چاه‌ها می‌شود.غلظت سموم دفع آفات موجود در آبهای زیرزمینی به‌طور معمول کم است، و غالباً از حد مجاز مبتنی بر سلامت انسان، که آن نیز بسیار پایین است، فراتر می‌رود. به نظر می‌رسد حشره کش ارگانوفسفرهmonophotophos (MCP) یکی از معدود سموم دفع آفات خطرناک، پایدار، محلول و سیار است (که با مواد معدنی موجود در خاک پیوند برقرار نمی‌کند) که قادر به رسیدن به یک منبع آب آشامیدنی است. به‌طور کلی، ترکیبات سموم دفع آفات، باگسترده تر شدن برنامه‌های کنترل کیفیت آبهای زیرزمینی، بیشتر شناسایی می‌شوند. با این حال، به دلیل هزینه‌های بالای تحلیل، در کشورهای در حال توسعه، نظارت بسیار کمتری در ارزیابی کیفیت آبهای زیرزمینی انجام شده‌است.

### نشت‌های تجاری و صنعتی
طیف گسترده‌ای از انواع آلاینده‌های آلی و غیرآلی در سفره‌های آب زیرزمینی، ناشی از فعالیت‌های تجاری و صنعتی یافت شده‌است.
معادن سنگ معدن و تأسیسات فرآوری فلزات عامل اصلی حضور فلزات در آبهای زیرزمینی با منشأ انسانی، از جمله آرسنیک می‌باشند. pH پایین همراه با زهکشی اسید معدن (AMD) به حلالیت فلزات سمی بالقوه کمک می‌کند که در نهایت می‌توانند وارد سیستم آب زیرزمینی شوند.
نگرانی فزاینده ای در مورد آلودگی آبهای زیرزمینی با بنزین نشت شده از مخازن ذخیره زیرزمینی نفتی (USTs) از پمپ بنزین‌ها وجود دارد. ترکیبات BTEX رایج‌ترین مواد افزودنی بنزین می‌باشند. ترکیبات BTEX، از جمله بنزن، وزن مخصوص کمتری نسبت به آب (۱ گرم در میلی لیتر) دارند. شبیه به نشت نفت در دریا، فاز غیرقابل حل، که به آن مایع فاز غیر آبی سبک(LNAPL) گفته می‌شود، روی سطح ایستابی آب در سفره آب «شناور» خواهد شد.
حلالهای کلر تقریباً در هر عملیات صنعتی که در آن به حذف کننده‌های چربی نیاز است استفاده می‌شود. PCE، به دلیل اثربخشی زیاد آن در نظافت و هزینه نسبتاً کم، یک حلال بسیار مورد استفاده در صنعت خشکشویی است. PCE، همچنین برای عملیات چربی زدایی فلزات مورد استفاده قرار گرفته‌است. از آنجا که بسیار فرار است، در آب‌های زیرزمینی بیشتر از آب‌های سطحی یافت می‌شود. TCE در طول زمان به عنوان یک تمیز کننده فلز استفاده شده‌است. تأسیسات نظامی Anniston Dept Army (ANAD) در ایالات متحده به دلیل آلودگی آبهای زیرزمینی با بیش از ۲۷ میلیون پوند TCE در فهرست اولویت‌های ملی EPA Superfund (NPL) قرارگرفت. PCE و TCE، هر دو ممکن است به وینیل کلرید (VC)، که سمی‌ترین هیدروکربن کلریدی است تبدیل شوند.
بسیاری از انواع حلالها نیز ممکن است به‌طور غیرقانونی دفع شوند و به مرور زمان به سیستم آب زیرزمینی نفوذ کنند.
چگالی حلالهای کلر مانند PCE و TCE بالاتر از آب است و دارای فاز غیرقابل حل هستند، که به آن مایعات فاز غیر آبی (DNAPL) متراکم گفته می‌شود. پس از رسیدن به سفره آب، آنها «ته‌نشین» خواهند شد و سرانجام در بالای لایه‌های با نفوذپذیری پایین جمع می‌شوند. در طول تاریخ، تأسیسات مربوط به کارهای چوبی، حشره کش‌هایی مانند پنتاکلروفنول (PCP) و کرئوزوت را نیز در محیط زیست رها کرده‌اند که به منابع آب زیرزمینی صدمه زده‌است. PCP بسیار محلول است و یک آفت کش قدیمی سمی منسوخ شده‌است که اخیراً در لیست کنوانسیون استکهلم در مورد آلاینده‌های آلی پایدار ذکر شده‌است. PAHs و دیگر نیمه VOCها آلاینده‌های متداول مرتبط با کرئوزوت هستند.
LNAPL و DNAPL، اگرچه هر دو غیرقابل حل هستند، ولی این پتانسیل را دارند که به آرامی در فاز آبی (مخلوط شده) حل شوند تا یک ستون ایجاد شود و به این ترتیب به یک منبع طولانی مدت از آلودگی تبدیل شود. مدیریت DNAPLها (حلال‌های کلر دار، PAHهای سنگین، کرئوزوت، PCB)، به دلیل اینکه می‌توانند بسیار عمیق در سیستم آبهای زیرزمینی مستقر شوند، بسیار دشوار است.

### شکست هیدرولیکی
رشد اخیر چاه‌های شکست هیدرولیکی ("Fracking") در ایالات متحده، نگرانی‌هایی را در مورد خطرات احتمالی آن در آلودگی منابع آب زیرزمینی ایجاد کرده‌است. EPA، به همراه بسیاری از محققان دیگر، مأمور به بررسی رابطه بین شکستگی هیدرولیک و منابع آب آشامیدنی شده‌است. در حالی که در صورت وجود کنترل‌های دقیق و اقدامات مدیریت کیفیت، می‌توان شکستگی هیدرولیکی را انجام داد بدون اینکه تأثیر قابل ملاحظه ای در منابع آب زیرزمینی داشته باشد، مواردی وجود دارد که آلودگی آبهای زیرزمینی به دلیل مدیریت نامناسب یا خرابی‌های فنی مشاهده شده‌است. 
در حالی که سازمان حفاظت محیط زیست شواهد مهمی از تأثیر گسترده و سیستماتیک شکستگی هیدرولیکی بر سیستم آب آشامیدنی پیدا نکرده‌است، و البته این امر ممکن است به دلیل عدم وجود سیستماتیک داده‌های کافی از قبل و بعد از شکستگی هیدرولیکی در کیفیت آب آشامیدنی و نیز وجود سایر عوامل آلودگی باشد، که از اتصال بین استخراج روغن فشرده و استخراج گاز شیل و تأثیر آن جلوگیری می‌کند.
علیرغم فقدان شواهد گسترده عمیق EPA، سایر محققان مشاهدات قابل توجهی در مورد افزایش آلودگی آبهای زیرزمینی در نزدیکی سایت‌های اصلی حفاری نفت / گاز شیل واقع در مارچلوس (بریتیش کلمبیا، کانادا) انجام داده‌اند. در فاصله یک کیلومتری این مکان‌های خاص، زیرمجموعه ای از آب آشامیدنی کم عمق به‌طور مداوم میزان غلظت متان، اتان و پروپان بالاتر از حد معمول را نشان می‌داد. ارزیابی غلظت بالاتر هلیوم و دیگر گازهای نجیب همراه با افزایش سطح هیدروکربن، باعث تمایز بین گازهای فرار ناشی از شکستگی هیدرولیک و افزایش میزان هیدروکربن «محیط» که به‌طور طبیعی رخ می‌دهد می باشد. حدس زده می‌شود که این آلودگی نتیجه نشت، خرابی یا نصب نادرست لوله گذاری چاه‌های گازی باشد.